# 아크라네스

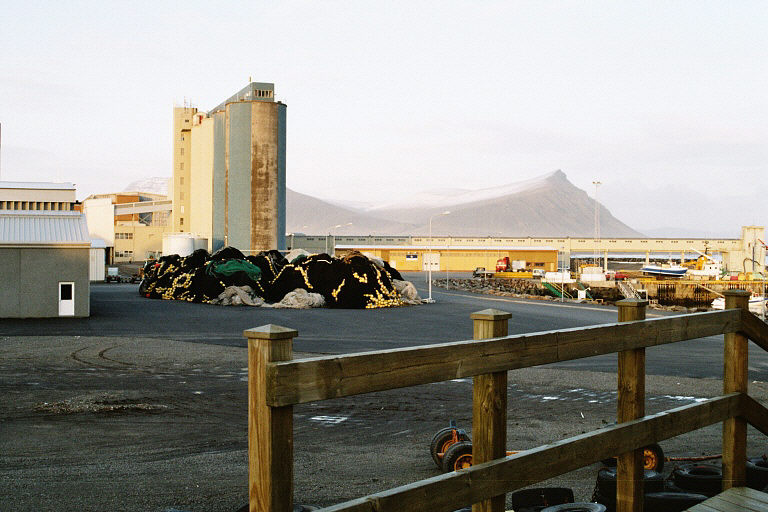
아크라네스 항

아크라네스(아이슬란드어: Akranes)는 아이슬란드 서부 연안에 위치한 도시로 면적은 8.2km2, 인구는 6,623명(2011년 기준)이며 행정 구역상으로는 베스튀를란드에 속한다. 19세기까지만 해도 조그마한 어촌에 불과했지만 1942년 시로 승격된 뒤부터 많은 사람들이 이주했다.
1998년 아크라네스와 레이캬비크를 연결하는 흐발피외르뒤르(Hvalfjörður) 해저 터널이 개통된 뒤부터 교통과 산업이 크게 발전했다. 이 터널의 길이는 5.57km이며 세계에서 가장 긴 해저 터널 가운데 하나로 여겨진다.